# U-Flottille Mittelmeer
Die U-Flottille Mittelmeer, bis Juni 1917 U-Flottille Pola, war eine Flottille von U-Booten der deutschen Kaiserlichen Marine, die im Ersten Weltkrieg in Pola und Cattaro am Adriatischen Meer stationiert war und im Mittelmeer operierte.

## Geschichte

### 1915
Am 1. April 1915 bildete die Kaiserliche Marine das „U-Boot-Sonderkommando Pola“ im österreich-ungarischen Kriegshafen Pola, um den Zusammenbau der aus Deutschland per Bahntransport nach Pola überführten bzw. zu überführenden U-Boote zu überwachen. Den Anfang machten die kleinen UC-Minenleger-Boote UC 12, UC 13, UC 14 und UC 15 und das noch kleinere, aber auch mit zwei Torpedorohren ausgestattete UB 14. Sie wurden, in Sektionen zerteilt, per Bahn nach Pola zum dortigen Zusammenbau transportiert und waren bereits im Juni bzw. Juli einsatzbereit. UB 14, UC 13 und UC 15 wurden dann nahezu umgehend nach Konstantinopel verlegt, um von dort aus das Osmanische Reich beim Kampf um die Dardanellen zu unterstützen. Parallel dazu wurde U 21 als erstes Hochsee-U-Boot am 25. April 1915 ins Mittelmeer entsandt; es erreichte Cattaro am 13. Mai.
Am 1. Juli 1915 wurde aus dem Sonderkommando Pola bzw. den inzwischen ins Mittelmeer verlegten U-Booten die „U-Boot-Halbflottille Pola“ gebildet, und die beiden Hochsee-U-Boote U 34 und U 35 wurden im August durch die Straße von Gibraltar zur Halbflottille in Marsch gesetzt. Im September folgten U 33, U 38 und U 39. Anfang Oktober befanden sich damit bereits fünf große und zwei kleine UC-Boote in Pola bzw. im weiter südlich gelegenen Cattaro, wo die großen Boote stationiert wurden, die nur zu Wartungs- und Reparaturarbeiten nach Pola gingen. Das k.u.k.-Torpedoboot-Geleitschiff Gäa diente nun sowohl den k.u.k-U-Booten als auch den deutschen Booten als Mutterschiff. Um eine Verwechslung zwischen deutschen und k.u.k.-Unterseebooten mit gleichen Nummern zu verhindern, wurden die deutschen aus Pola und Cattaro operierenden U-Boote mit k.u.k-Nummern geführt. Bis zur Kriegserklärung Italiens an das Deutsche Reich, die am 28. August 1916 wirksam wurde, führten die deutschen Boote aus Geheimhaltungsgründen auch die k.u.k.-Marineflagge.
Am 18. November 1915 wurde die U-Halbflottille Pola in „U-Flottille Pola“ umbenannt. Erster Chef der Flottille war Korvettenkapitän Waldemar Kophamel, der sie bis Juli 1917 führte und bis zu diesem Tage Kommandant von U 35 gewesen war.

### 1916–1917
Da schnell ersichtlich wurde, dass Handelskrieg gegen Schiffe der Entente im Mittelmeer sehr erfolgversprechend war, stieg die Zahl der deutschen im Mittelmeer operierenden Boote schon bald beträchtlich an und erreichte bis Ende 1916 bereits zwei Dutzend. Zunächst lief U 73 im April 1916 durch die Straße von Gibraltar in die Adria, und im April und Mai 1916 wurden UB 42, UB 44, UB 45, UB 46 und UB 47 per Bahn nach Pola transportiert. UB 42, UB 44 (gilt seit dem 8. August 1916 unter Oberleutnant zur See Franz Wäger als vermisst) und UB 45 verlegten im August 1916 nach Konstantinopel, UB 46 im Oktober 1916. UB 43 und UB 47 wurden am 30. Juli 1917 von der k.u.k-Marine gekauft und als U 43 bzw. U 47 in Dienst gestellt.
Nachdem Lothar von Arnauld de la Perière mit dem von Kophamel übernommenen U 35 auf nur einer Feindfahrt im Juli/August 1916 insgesamt 54 Schiffe mit 90.350 BRT versenkt hatte, war das Reichsmarineamt so beeindruckt, dass es umgehend weitere Boote entsandte. Von September bis November 1916 kamen die Hochsee-U-Boote U 32, U 63, U 64, U 65 und U 72 und das kleine UC 22 in die Adria. Im Dezember folgten UC 20, UC 23, UC 35 und U 47 und im Januar 1917 UC 34, UC 37 und UC 38. Weitere Verstärkungen kamen im Februar (UC 24), März (UC 74), April (UC 25), Juni (UC 53, UC 73) und Juli 1917 (UC 52, UC 54) hinzu.
Die Flottille wurde im Juni 1917 in „U-Flottille Mittelmeer“ umbenannt. Sie umfasste Ende 1917 etwa zwei Dutzend Boote verschiedener Typen. Am 1. Januar 1918 wurde sie unter dem neu ernannten „Führer der Unterseeboote im Mittelmeer“, Kapitän zur See und Kommodore Theodor Püllen, dem auch die in Konstantinopel stationierten und in der „U-Halbflottille Konstantinopel“ zusammengefassten Boote unterstanden, in die „I. U-Flottille Mittelmeer“ (in Pola) und die „II. U-Flottille Mittelmeer“ (in Cattaro) geteilt. Zu diesen stießen im September und Oktober 1917 sechs weitere Boote: UB 48, UB 49, UB 50, UB 51, UB 52 und UB 66. Auch im letzten Kriegsjahr wurden noch Boote zugeführt, auch um erlittene Verluste auszugleichen: UB 67 (als Ausbildungsboot), UB 68, UB 105, UB 128, UB 129 sowie, als letztes noch am 21. Oktober, UB 130. UB 132 sollte noch folgen, ging dann jedoch wegen des bevorstehenden Ausscheidens Österreich-Ungarns aus dem Krieg nicht mehr nach Pola, ebenso wenig wie UB 131, das von der k.u.k-Marine als U 57 übernommen werden sollte.
Drei noch im Dezember 1917 bzw. im April 1918 entsandte Hochsee-Boote gingen bereits auf ihrer Überführungsfahrt verloren: UB 69 am 9. Januar 1918 durch Wasserbomben bei Biserta, UB 70 Anfang Mai 1918 östlich von Gibraltar aus unbekannter Ursache und UB 71 am 21. April 1918 durch Wasserbomben unmittelbar nach Passieren der Straße von Gibraltar.

### 1918
Im März 1918 hatte Püllen durchschnittlich immer zehn Boote im Einsatz auf See. Das Schwergewicht lag zunehmend auf den kleineren Booten, und große wurden nicht mehr ersetzt, wenn sie nicht mehr einsatzfähig waren oder zur Überholung nach Deutschland zurückkehrten. Erschwerend für den Einsatz der in Cattaro liegenden großen Boote war auch die zunehmende Bedrohung durch gegnerische Luftangriffe. Im September und Oktober 1918 waren noch immer durchschnittlich fünf bis neun Boote im Einsatz und gegen Ende Oktober waren es noch immer sieben oder acht.
Kapitän zur See Kurt Graßhoff folgte Püllen am 28. August 1918 als Kommodore und Führer der Unterseeboote im Mittelmeer, aber er erkrankte im Oktober an Typhus, und Püllen übernahm am 9. Oktober erneut.
Die Flottille hatte im gesamten Verlauf des Krieges eine Höchststärke von 32 Booten. Zwischen 1915 und 1918 gehörten ihr insgesamt 46 Boote an, von denen 18 verloren gingen. Die Boote gelangten vor allen Dingen nachts relativ leicht durch die Otranto-Sperre aus der Adria ins Ionische Meer und auch durch die Straße von Gibraltar und hatten erhebliche Erfolge. Die deutschen Boote griffen vornehmlich Schiffe der Entente im westlichen Mittelmeerbecken an, während die in Konstantinopel stationierten und die Boote der k.u.k.-Marine hauptsächlich im östlichen Mittelmeer und im Schwarzen Meer operierten. Insgesamt versenkten sie rund 3,6 Millionen BRT Schiffsraum, d. h. 30 % der gesamten im Krieg von deutschen U-Booten versenkten Tonnage.

## Auflösung
Im Oktober 1918 war das baldige Ausscheiden Österreich-Ungarns aus dem Krieg absehbar. Am 24. Oktober 1918 empfahl Püllen und am 25. Oktober befahl Admiral Scheer, Stabschef der Seekriegsleitung, dass alle fahrbereiten Boote in die Heimat durchbrechen sollten, um bei dem bevorstehenden österreich-ungarischen Waffenstillstand nicht in Feindeshand zu fallen. Die übrigen Boote sollten versenkt werden. Am 28. Oktober wurde Pola geräumt, und am 30. Oktober verließ Korvettenkapitän Ackermann mit dem Stab der I. U-Flottille Mittelmeer und den verbliebenen Bootsbesatzungen Cattaro auf der Cleopatra, um dann von Pola aus per Bahn nach Deutschland zu reisen.
Neun Boote liefen von Pola und drei von Cattaro aus, um die Heimfahrt anzutreten, und die noch im Einsatz befindlichen U 34, UC 73 und UC 74 wurden ebenfalls nach Deutschland beordert. Dreizehn von ihnen erreichten Norwegen oder deutsche Häfen. Auf der Heimfahrt gelang UB 50 am 9. November 1918 in der Nähe von Kap Spartel noch die Versenkung des britischen Einheitslinienschiffs HMS Britannia. UC 74 erreichte, von der kleinasiatischen Küste kommend, nur noch Barcelona, wo es wegen Treibstoffmangel einlief und interniert wurde. U 34 blieb nach dem Auslaufen zu seiner letzten Feindfahrt am 18. Oktober 1918 verschollen; wenn es nicht bereits vorher durch einen Unfall verloren ging, wurde es vermutlich am 9. November 1918 in der Straße von Gibraltar von der britischen U-Boot-Falle HMS Privet versenkt.
Gesprengt und selbstversenkt wurden insgesamt zehn Boote: sieben vor Pola am 28. und 30. Oktober (U 47, U 65, U 73, UB 48, UC 25, UC 34 und UC 53), eins vor Fiume am 31. Oktober (UB 129), eins bei Triest am 28. Oktober (UC 54) und eins vor Cattaro (U 72). Die vier noch in Konstantinopel stationierten Boote  der U-Halbflottille Konstantinopel unter ihrem Chef, Kapitänleutnant Hans Adam, (UB 14, UB 42, UC 23 und UC 37) hatten keine andere Wahl, als sich im November in Sewastopol entwaffnen zu lassen.

## Flottillenchefs und Führer der U-Boote im Mittelmeer
- Korvettenkapitän Waldemar Kophamel (November 1915 – Juli 1917)
- Kapitän zur See/Kommodore Theodor Püllen (1. Juni 1917 – 28. August 1918 und Oktober 1918), Flottillenchef und ab 1. Januar 1918 Führer der U-Boote im Mittelmeer
- Kapitän zur See/Kommodore Kurt Graßhoff (28. August 1918 – Oktober 1918), Führer der U-Boote im Mittelmeer
  - Korvettenkapitän Otto Schultze, Chef I. U-Flottille Mittelmeer (Januar – Oktober 1918)
  - Korvettenkapitän Rudolf Ackermann, Chef II. U-Flottille Mittelmeer (Januar – Oktober 1918)

## Bekannte Kommandanten
- Bekanntester Boots-Kommandant der Flottille war neben Waldemar Kophamel wohl Lothar von Arnauld de la Perière mit U 35.
- Der spätere Großadmiral Karl Dönitz diente in der Flottille, ab 1. März 1918 als Kommandant von UC 25, dann ab September 1918 von UB 68.
- Der spätere Vizeadmiral Heino von Heimburg befehligte UB 14, UC 22 und UB 68.
- Otto Hersing, der im Mai 1915 mit U 21 vor den Dardanellen zwei britische Linienschiffe, die Triumph und die Majestic, versenkte.
- Robert Morath, der mit U 64 am 19. März 1917 das französische Prä-Dreadnought-Schlachtschiff Danton versenkte, das größte von einem U-Boot im Ersten Weltkrieg versenkte Kriegsschiff.